# Tripteroides simplex
Tripteroides simplex är en tvåvingeart som beskrevs av Steffen Lambert Brug 1934. Tripteroides simplex ingår i släktet Tripteroides och familjen stickmyggor. Inga underarter finns listade i Catalogue of Life.